# Club Atlético Luren
El Atlético Luren es un club de fútbol de Perú, de la ciudad de Ica en el Departamento de Ica. Fue fundado el 17 de mayo de 1923 y participa en la Copa Perú.

## Historia

### Fundación
En agosto de 1892 ya se tenía noticias acerca de la práctica del fútbol en el Perú sobre todo en el Callao. Es así que el  17 de mayo de 1923, se reunieron en la casa de José, Francisco y Víctor Aliaga, domicilio muy cercano al Santuario que alberga a la venerada imagen del “Señor de Luren” de Ica, se juntaron un grupo de jóvenes deportistas de diferentes lugares de la zona sur de nuestra ciudad con el objetivo de fundar una Institución Deportiva; sin pensar aquellos hombres que estaban escribiendo las primeras páginas de una historia grandiosa del club.
Luego de un largo cambio de ideas y con ese gran entusiasmo, devoción y pasión por el deporte, decidieron fundar el 17 de mayo de 1923. El Club Atlético Luren, el nombre no cabe duda de que fue tomado en honor a nuestro Santo Patrón de la ciudad. Hay que recordar que la institución no solo se fundó para la práctica del fútbol, sino también para la práctica del básquetbol, voleibol y el boxeo, de los cuales también se tuvo muchos seguidores.

### Nombre de club
El nombre de la institución no tuvo muchos inconvenientes para los dirigentes de aquella época, debido a que una de las primeras manifestaciones de la acción colonizadora de España, en el valle de Ica, fue la siembra de la fe cristiana genuina y pura, en los sencillos corazones de los pobladores de toda nuestra cálida región.
Desde 1560 por lógicas explicaciones de evolución fonética el nombre de HURIN–IKA bien pronto se transforma en LUREN–IKA y finalmente solo se dice, abreviándole nombre, LUREN, como es conocido hasta la fecha y siempre con el mismo significado: “Parte baja de la ciudad”. LUREN, es un nombre que ha provocado y provoca una fuerte y profunda impresión de tradición religiosa en la región de Ica, no solo en el ámbito nacional, si no en el ámbito internacional, es así como se decide en forma casi unánime colocarle el nombre de Atlético Luren al glorioso club.

### El Primer Once
Nuestro primer equipo de fútbol del Club Atlético Luren debutó en un partido amistoso con el Club Atlético Sanluisano, el 15 de julio de 1923, de la que se tuvo como disputa un hermoso trofeo con sus respectivos diplomas de honor. El equipo estuvo integrado por los siguientes jugadores:
|                                                                              |  | \| Aliaga Valenzuela García Hernández Flores Huamán Sotelo Hernández León Legua \| |
| Aliaga Valenzuela García Hernández Flores Huamán Sotelo Hernández León Legua |  |                                                                                    |

### Época más difícil del Club
La época más difícil institucionalmente hablando fueron los años 90, la situación económica del país y del club, habían llevado a una total desorganización, tanto deportiva como institucional, sumado a todo ello el abandono total de la dirigencia; por lo que el club descendió a la tercera división (amateur) el año 1993, no había manera de cómo salvar al club, nadie quería asumir la dirigencia, encima el local del club se había cerrado y apropiado por un expresidente, en suma el club era un total caos, hasta que el año 1994, los jóvenes del barrio de la Calle La Mar con algunos jugadores y vecinos, se organizaron para formar una directiva; el amor, el cariño y la pasión por la blanquiroja los impulsaba a no dejar que siga por ese mal rumbo, ni dejar que desaparezca el club.

### La Primera Directiva
Los Socios de nuestra institución convocan a una Junta General para abordar el tema del presidente del Club y a solicitud del dirigente José Aliaga, se dio lectura al oficio enviado por José León, donde indicaba su renuncia al club por motivos personales, lo que fue aceptado por todos los socios asistentes; nombrándose el mismo día al socio Toribio Cabezudo como nuevo Presidente del Club.
| Directiva          | Cargo             |
| ------------------ | ----------------- |
| José León          | Presidente        |
| Alfredo Hernández  | Vicepresidente    |
| Adolfo Dunker      | Secretario        |
| Arturo Gotuzzo     | Prosecretario     |
| Víctor Aliaga      | Tesorero          |
| Hilario Vargas     | Fiscal            |
| Fortunato Anchante | Primer Vocal      |
| Víctor Legua       | Segundo Vocal     |
| Benjamín Huamán    | Capitán de Juego  |
| Augusto García     | Teniente Capitán  |
| José Aliaga        | Capitán de Cancha |

## Uniforme
- Uniforme Titular: Camiseta a rayas rojas y blancas, pantalón rojo y medias rojas.
- Uniforme alternativo: Camiseta blanca, pantalón rojo y medias rojas.

## Hinchada

### Barra Devoción Lurense
La Barra Devoción fue fundada el 8 de diciembre de 2013 en el local institucional del Club.

## Sede
El club cuenta con su local propio ubicado en la calle La Mar n.º 1106 en la ciudad de Ica.

## Palmarés

### Torneos regionales
- Liga Distrital de Ica: 1926.
- Segunda División Distrital de Ica: 1961.
- Subcampeón de la Liga Distrital de Ica: 2007.